# Paratimia conicola
Paratimia conicola is een keversoort uit de familie boktorren (Cerambycidae). De wetenschappelijke naam van de soort is voor het eerst geldig gepubliceerd in 1915 door Fisher.